# Șișești (gmina w okręgu Marmarosz)
Șișești – gmina w Rumunii, w okręgu Marmarosz. Obejmuje miejscowości Bontăieni, Cetățele, Dănești, Negreia, Plopiș, Șișești i Șurdești. W 2011 roku liczyła 5289 mieszkańców.